# Ogi (mets)
L'ogi (ou akamu) est un pudding de céréales fermenté et un plat de rue populaire au Nigeria, généralement préparé à partir de maïs, de sorgho ou de millet. Ce mets nigérian à base de farine de maïs et de haricots fermentés est communément connu sous le nom d'akamu par les Igbos et d'ogi par les Yorubas, bien que les deux groupes ethniques semblent partager les deux mots. Il est généralement utilisé au petit-déjeuner ou au dîner. Le pap est mélangé à du sucre ou du miel ou pris seul.

## Préparation
Traditionnellement, les grains sont trempés dans l'eau pendant trois jours maximum, avant d'être moulus par voie humide ou broyés et tamisés pour éliminer les cosses. Les céréales filtrées sont ensuite laissées à fermenter pendant trois jours maximum jusqu'à ce qu'elles deviennent acides. Elles sont ensuite bouillies en bouillie ou cuites pour faire un pudding crémeux également connu sous le nom d'agidi ou d'eko. L'ogi peut être mangé avec du moin moin, de l'acarajé ou du pain selon le choix de chacun. La fermentation de l'ogi est réalisée par diverses bactéries lactiques, dont la Lactobacille, et diverses levures, dont les champignons Saccharomyces et Candida.

## La variante kényane de l'uji
Au Kenya, la bouillie est connue sous le nom d'uji (à ne pas confondre avec l'ugali) et est généralement préparée avec du millet et du sorgho. Elle est généralement servie au petit-déjeuner et au dîner, mais a souvent une consistance plus fine, semblable à celle d'une sauce.